# Neotroponiscus lenkoi
Neotroponiscus lenkoi är en kräftdjursart som beskrevs av Lemos de Castro1970. Neotroponiscus lenkoi ingår i släktet Neotroponiscus och familjen Bathytropidae. Inga underarter finns listade i Catalogue of Life.